# Бутылки (картина)
«Бутылки» — картина английского художника-прерафаэлита Данте Габриэля Россетти, созданная в 1848 году, ставшая его первой работой, написанной маслом. На данный момент находится в собрании Художественного музея Делавэра.

## Информация о картине
Картина «Бутылки» стала своеобразным упражнением в живописи для Данте Габриэля Россетти, проходившим под руководством Форда Мэдокса Брауна, это была его первая попытка  масляной живописи. Тогда, в 1848 году Россетти написал натюрморт на переднем плане, предполагается, что женская фигура на дальнем плане была добавлена позже, приблизительно в 1860-х годах (на одной из бутылок есть монограмма, которой в эти годы подписывался Россетти). По её чертам лица можно предположить, что натурщицей была Фанни Корнфорт, знакомство которой с Россетти состоялось в 1856 году. 
Картина оставалась у Фанни Корнфорт до 1898 года, она держала работу при себе до последнего, считая, что «никто не поймёт и не оценит её». После картина стала частью коллекции Художественного музея Делавэра. Существует карандашный эскиз женской фигуры, изображённой на дальнем плане, (датируется 1858 годом) сейчас он находится в собрании Бирмингемского музея и художественной галереи.